# ディアナ・ネノバ
ディアナ・ネノバ（ブルガリア語: Диана Ненова、ラテン文字転写: Diana Nenova、1985年4月16日 - ）は、ブルガリアの女子元バレーボール選手。現役時代のポジションはセッター。元ブルガリア代表。

## 来歴
- クラブチーム

ソフィア出身。2002年、CSKA Sofiaへ入団。国内リーグでは4回（2003/04、2004/05、2006/07、2007/08）の優勝を果たした。2009/10シーズンにロシアリーグのUniversitet-Tekhnolog Belgorodでプレーした。2010/11シーズンはアゼルバイジャンのラビタ・バクーへ移籍し、アゼルバイジャンスーパーリーグで優勝、欧州チャンピオンズリーグで準優勝した。2011/12シーズンから2年間はロコモティフ・バクーでプレーした。2013/14シーズンはDinamo Bucureștiと契約し、ルーマニアリーグで準優勝した。2014/15シーズンはドイツブンデスリーガのシュヴェリーンSCへ移籍し、リーグ3位となった。2018/19シーズンにCSKA Sofiaでのプレーをもって現役を引退した。
- 代表チーム

2005年、シニア代表に初選出され、世界選手権の欧州大陸予選でデビューした。2007年、欧州選手権に出場した。2010年、ヨーロッパリーグで銀メダルを獲得した。2012年、ヨーロッパリーグで銀メダルを獲得した。2013年、ワールドグランプリでは正セッターとして活躍し9位となった。2014年1月世界選手権の欧州大陸予選で12年ぶりの本戦出場権獲得に貢献し、イタリアで開催された世界選手権に出場した。2017年、世界選手権の欧州大陸予選と欧州選手権に出場した。

## 球歴
- 世界選手権 - 2014年
- ワールドグランプリ - 2013年、2014年
- 欧州選手権 - 2007年、2015年、2017年

## 所属クラブ
- CSKA Sofia（2002-2009年）
- Universitet-Tekhnolog Belgorod（2009-2010年）
- ラビタ・バクー（2010-2011年）
- ロコモティフ・バクー（2011-2013年）
- Dinamo București（2013-2014年）
- シュヴェリーンSC（2014-2015年）
- CSKA Sofia（2018-2019年）